# Fire: From a Journal of Love
Fire: From the Unexpurgated Diary of Anaïs Nin (título completo Fire: From A Journal of Love: the Unexpurgated Diary of Anaïs Nin (1934–1937) ) (título em português br: Fogo: diários não expurgados de Anaïs Nin 1934-1937) (título em português pt: Fogo. Diarios Não Expurgados 1934-1937) é um livro de 1995 baseado em material extraído dos diários não publicados de Anaïs Nin. Corresponde temporalmente a parte dos diários publicados de Anaïs Nin, mas consiste principalmente em material sobre sua vida amorosa que era muito delicado ou privado para ser publicado durante sua vida ou de outras pessoas envolvidas. Em algumas edições, ele é o terceiro volume da série.
Este livro é especialmente notável por seu relato e compreensão da sexualidade feminina, bem como da natureza humana em geral.

## Resumo do enredo
Ela continua a narrativa sobre seu casamento com Hugh Parker Guiler e seu relacionamento literário e sexual com Henry Miller (iniciadas nos outros volumes dos Diários). Ambos a seguem até Nova York e a reconquistam terminando seu relacionamento com Otto Rank . Ela retorna a Paris e acaba desistindo de praticar psicanálise. Ela se sente excessivamente dependente de Henry e continua a aproveitar o amor onde consegue. Ela começa então um caso muito apaixonado com o peruano extremamente romântico, mas irresponsável, Gonzalo Moré.